# Glowing with You
Glowing with You är den svenska popsångerskan Anna Maria Espinosas debutalbum. Skivan som producerats av Jari Haapalainen släpptes den 22 oktober 2008 och distribueras av Bonnier Amigo. 
Albumet innehåller musikaliska samarbeten med bland annat Marit Bergman, Theodor Jensen, Nicolai Dunger, Staffan Hellstrand och Andreas Mattsson.

## Låtlista
1. A Little Moonlight
2. Children Play
3. Now That It's Night
4. Everyday
5. Glowing with You
6. Time Is All We Have
7. Sparrow
8. What If My Heart Skipped a Beat
9. Love Is Only (For the Stronger)
10. A Town Has Many Tongues
11. Little Star
12. To Win My Love (Bonus Track)